# Ogorzeliny (gromada)
Ogorzeliny – dawna gromada, czyli najmniejsza jednostka podziału terytorialnego Polskiej Rzeczypospolitej Ludowej w latach 1954–1972.
Gromady, z gromadzkimi radami narodowymi (GRN) jako organami władzy najniższego stopnia na wsi, funkcjonowały od reformy reorganizującej administrację wiejską przeprowadzonej jesienią 1954 do momentu ich zniesienia z dniem 1 stycznia 1973, tym samym wypierając organizację gminną w latach 1954–1972.
Gromadę Ogorzeliny z siedzibą GRN w Ogorzelinach utworzono – jako jedną z 8759 gromad na obszarze Polski – w powiecie chojnickim w woj. bydgoskim, na mocy uchwały nr 24/5 WRN w Bydgoszczy z dnia 5 października 1954. W skład jednostki weszły obszary dotychczasowych gromad Ogorzeliny, Cołdanki i Nowydwór ze zniesionej gminy Chojnice w powiecie chojnickim oraz obszar dotychczasowej gromady Obkas ze zniesionej gminy Kamień w powiecie sępoleńskim w tymże województwie. Dla gromady ustalono 23 członków gromadzkiej rady narodowej.
31 grudnia 1961 do gromady Ogorzeliny włączono obszar zniesionej gromady Sławęcin (bez wsi Obrowo) oraz wsie Doręgowice, Jerzmionki, Zamarte, Kamionka, Niwy, Katarzyniec i Nowa Wieś ze zniesionej gromady Doręgowice w tymże powiecie.
Gromada przetrwała do końca 1972 roku, czyli do kolejnej reformy gminnej. 1 stycznia 1973 w powiecie chojnickim utworzono gminę Ogorzeliny.